# شهرستان ایزوبیلننسکی
شهرستان ایزوبیلننسکی (به لاتین: Izobilnensky District) یک شهرستان در روسیه است که در سرزمین استاوروپول واقع شده‌است.